# Ньокас, Оливье
Ги Оливье́ Ньока́с (фр. Guy Olivier Nyokas; род. 28 июня 1986 года, Монфермей, Франция) — французский гандболист, левый полусредний клуба «Олимпиакос» и сборной ДР Конго. Чемпион мира 2017 года, серебряный призёр Олимпийских игр 2016 года в составе сборной Франции.
Брат-близнец чемпиона мира 2015 года Кевинна Ньокаса.

## Карьера

### Клубная
Оливье Ньокас начинал профессиональную карьеру в клубе UMS Pontault-Combault HB. В 2006 году Нйокас перешёл в ПСЖ, в составе которого выиграл кубок Франции. В 2007 году Оливье Нйокас переходит в испанский клуб Алькобендас. В 2009 году Нйокас перешёл в Кретей. В 2014 году Оливье Нйокас переходит в «Балинген Вайлстеттен». 
В 2016 году Ньокас перешёл в ГК «Нант».

### В сборной
Оливье Ньокас выступает за сборную Франции с 2015 года. За сборную Франции Нйокас сыграл 32 матча и забросил 69 мячей.

## Награды
- Обладатель кубка Франции: 2007
- Чемпион мира: 2017

## Статистика
Статистика Оливье Ньокаса в сезоне 2018/19 указана на 25.11.2018
| Сезон   | Клуб                 | Лига           | Матчи | Голы   | Голы   | Голы  |
| Сезон   | Клуб                 | Лига           | Матчи | С игры | 7-метр | Всего |
| ------- | -------------------- | -------------- | ----- | ------ | ------ | ----- |
| 2006/07 | ГК Пари Сен-Жермен   | LNH Division 1 | 18    | 2      | 2      | 0     |
| 2007/08 | ГК Пари Сен-Жермен   | LNH Division 1 | 3     | 1      | 0      | 1     |
| 2009/10 | ГК Кретей            | LNH Division 1 | 26    | 82     | 0      | 82    |
| 2011/12 | ГК Кретей            | LNH Division 1 | 26    | 93     | 0      | 93    |
| 2012/13 | ГК Кретей            | LNH Division 1 | 21    | 95     | 0      | 95    |
| 2014/15 | Балинген Вайлстеттен | Бундеслига     | 25    | 116    | 0      | 116   |
| 2015/16 | Балинген Вайлстеттен | Бундеслига     |       |        |        |       |
| 2016/17 | ГК Нант              | LNH Division 1 | 21    | 83     | 0      | 83    |
| 2017/18 | ГК Нант              | LNH Division 1 | 7     | 16     | 0      | 16    |
| 2018/19 | ГК Нант              | LNH Division 1 | 3     | 2      | 0      | 2     |